# Колмогоровский бройлер
ООО «Птицефабрика „Колмогоровский бройлер“» — птицефабрика, существовавшая с 1969 по 2015 годы в селе Колмогорово Кемеровской области. На долю птицефабрики приходилась пятая часть всего производства мяса птицы в Кузбассе, что составляло около 5 тысяч тонн в год. В 2015 году предприятие прошло процедуру банкротства, в 2017 - ликвидировано.

## История

### Совхоз «Колмогоровский»
1969 год.
На базе 5 отделения совхоза «Барановский» был образован совхоз птицеводческого направления «Колмогоровский».
1970 год.
Смонтирован первый птицеводческий корпус, где разместили маточное стадо. Первых суточных цыплят привезли из Кемерово.
1971 год.
Началось строительство хозяйственных объектов птицеводческого предприятия, ставших позже производственной базой для «Колмогоровской птицефабрики»: инкубатора, убойного цеха, лаборатории, санпропускника.
1975 год.
«Колмогоровский» первым в области стал производить мясо бройлеров.
1976 год.
Совхоз «Колмогоровский» получил статус племенного хозяйства и стал производить яйцо бройлеров для всей страны.

### Современность
1990-е годы.
Несмотря на экономические трудности, открыты новый цех переработки и пекарня, запущена в эксплуатацию котельная, подведено центральное отопление к производственным корпусам.
Открыты фирменные магазины в регионе.
Начало 2000-х годов.
На «Колмогоровской птицефабрике» принят план стратегического развития предприятия.
В рамках реализации приоритетного национального проекта «Развитие АПК» на предприятии началась полная модернизация производства, оснащение птицефабрики современным автоматизированным оборудованием, реконструкция старых корпусов. Установка нового оборудования позволила улучшить сохранность цыплят и сократить конверсию корма, а также увеличить объём производства мяса птицы в два раза.
2005 год. Регистрация ООО «Птицефабрика «Колмогоровский бройлер».
2008 год.
Для выращивания цыплят-бройлеров птицефабрика начинает использовать французскую породу «F-15 Иза», срок откорма которой составляет до 40 дней, а сохранность — более 96 %.
2011 год.
Был реконструирован кормосклад и введен цех по приготовлению премиксов, использование которых в добавление к свежим натуральным кормам положительно отразилось на рационе питания птицы, следовательно, и на вкусовых, и питательных свойствах производимого мяса.
Забиты первые сваи под строительство нового убойного завода.
Автоматизирована линия упаковки продукции из мяса цыплят-бройлеров.
2012 год.
Запущены 13 новых современных корпусов по откорму бройлеров с современным автоматизированным оборудованием для выращивания цыплят-бройлеров с локальной автоматизированной системой управления кормлением, поением, влажностью и микроклиматом в каждом птичнике.
2015 год.
Банкротство предприятия. Сумма требования кредиторов составила почти 195 млн рублей.
2017 год. Предприятие ликвидировано.

## Инциденты
В 2014 году Центр развития коллекторства начал публичный этап взыскания задолженности с племптицесовхоза «Колмогоровский», входящего в птицефабрику «Колмогоровский бройлер».
В 2015 году против «Колмогоровского бройлера» было возбуждено дело о неисполнении обязанностей налогового агента. По материалам следствия с апреля 2012 по май 2014 года руководство птицефабрики умышленно не перечисляло в бюджет НДФЛ , который своевременно исчислялся и удерживался с доходов работников. Сумма задолженности составила более 4,5 млн рублей.
В 2017 году Роспотребнадзор приостановил деятельность предприятия продовольственной торговли «Колмогоровский бройлер», принадлежащего ИП Калимуллин М.И., в связи с нарушением санитарных требований, в частности на предприятии были обнаружены рыжие тараканы.

## Структура и руководство
Птицефабрика включала в себя три предприятия, каждое из которых аккумулировало в своей деятельности отдельные направления птицеводства: ООО "Птицефабрика «Колмогоровский бройлер», ООО «Кузбассптицепром», ООО "Племптицесовхоз «Колмогоровский».
По сообщениям СМИ владельцем компании являлся бывший руководитель Кемеровского района Кемеровской области Калимуллин Марат Ильдусович.
Учредителем ООО «Кузбассптицепром» являлся Калимуллин Артур Маратович.

## Финансовые показатели
| Год  | Выручка, млн руб | Прибыль, млн руб |
| ---- | ---------------- | ---------------- |
| 2012 | 279,14           | 20               |
| 2013 | 176, 46          | 11,82            |

## Награды
- «Золотая осень — 2012»: Бронзовая медаль за производство высококачественной биологически безопасной продовольственной продукции[10]
- «Кузбасская ярмарка — 2009»: Золотая медаль за комплексное использование субпродуктов птицы для производства копчёно-варёных изделий
- «Кузбасская ярмарка — 2007»: Золотая медаль за высокое качество полуфабрикатов рубленых «Корденблю» Серебряная медаль за высокое качество тушек цыплят копчёно-варёных «Птичий базар»
- «Экспо-Сибирь — 2006»: Золотая медаль за высокие потребительские свойства мяса бройлеров, выращенных с использованием натуральных продуктов.
- «Кузбасская ярмарка — 2006»: Золотая медаль за высокое качество ветчины куриной «Экстра»
- «Куриный король — 2004»: Золотая медаль за высокое качество продукции в номинации «Лучший традиционный продукт»